# Али, Зурах
Зурах Мохамед Али (араб. زورة علي‎; род. 23 ноября 1994, Али-Сабих) — джибутийская легкоатлетка, специалистка по бегу на короткие и средние дистанции. Выступала за сборную Джибути по лёгкой атлетике в начале 2010-х годов, победительница и призёрка национальных первенств, участница летних Олимпийских игр в Лондоне и чемпионата мира в Тэгу.

## Биография
Зурах Али родилась 23 ноября 1994 года в городе Али-Сабих, Джибути.
Дебютировала на взрослом международном уровне в сезоне 2011 года, когда вошла в основной состав джибутийской национальной сборной и побывала на чемпионате мира в Тэгу. В зачёте бега на 800 метров на предварительном этапе установила свой личный рекорд, показав время 2:36,36. Тем не менее, этого результата оказалось недостаточно для прохождения в следующую полуфинальную стадию соревнований.
Благодаря череде удачных выступлений удостоилась права защищать честь страны на летних Олимпийских играх 2012 года в Лондоне — находилась в составе делегации Джибути из пяти спортсменов, причём на церемонии открытия во время парада наций именно ей доверили право нести знамя. В итоге в беге на 400 метров она преодолела дистанцию за 1:05,37, показав второе худшее время среди всех участвовавших в данной дисциплине спортсменок, и на этом её выступление на Играх подошло к концу.
После Олимпиады Али поступила на службу в армию Джибути и представляла на соревнованиях армейскую легкоатлетическую команду, хотя с тех пор больше не показывала в беге сколько-нибудь значимых результатов на международной арене.